# Anteprima (macOS)
Anteprima è un'applicazione sviluppata da Apple che permette la visualizzazione e la modifica d'immagini, file PDF e altro (vedi dopo). È compresa con macOS, ma creata essenzialmente con il sistema operativo NeXTSTEP. Anteprima rappresenta il lettore Portable Document Format (PDF) di Apple.
Essendo un programma essenziale come interfaccia, Anteprima contiene soltanto poche righe di codice, perché la gran parte delle sue funzionalità è fornita dalla GUI (Graphical User Interface) delle librerie software Cocoa, Core Graphics (Quartz) e QuickTime.

## Estensioni file supportate
| - AI - Adobe Illustrator Artwork - BMP – Windows Bitmap - DNG – Digital Negative - DAE - Collada 3D - EPS – Encapsulated PostScript (conversione automatica in PDF) - FAX – fax - FPX – FlashPix - GIF – Graphics Interchange Format - HDR – High Dynamic Range Image - ICNS – Apple Icon Image - ICO – Windows icon - JPEG 2000 – JPEG 2000 - JPEG – Joint Photographic Experts Group - OpenEXR – OpenEXR - OBJ – Wavefront - CR2 – File immagine Raw utilizzato dalle fotocamere Canon | - PS – Adobe PostScript (conversione automatica in PDF) - PSD – Adobe Photoshop - PICT – QuickDraw image - PDF – Portable Document Format v1.5 + features aggiuntive - PNG – Portable Network Graphics - PNTG – MacPaint Bitmap Graphic - QTIF – File immagine QuickTime - RAD – Radiance Scene Description - RAW – File immagine Raw - SGI – File immagine Silicon Graphics - TGA – File immagine TARGA - TIF (TIFF) – Tagged Image File Format - XBM – X BitMap - PPT – PowerPoint - STL – STereoLithography 3D |

La versione di Anteprima inclusa con OS X 10.3 può animare in loop le GIF attraverso un tasto play opzionale che può essere aggiunto alla barra degli strumenti. Questa funzione è stata sostituita con OS X 10.4, ora vengono mostrati tutti i frame che compongono la GIF in sequenza numerata.